# Unbreakable Machine-Doll
Unbreakable Machine-Doll або Kikō Shōjo wa Kizutsukanai (яп. 機巧少女は傷つかない, укр. Непохитна механічна лялька) — серія ранобе автора Рейдзі Кайто та ілюстратора Руру. Media Factory опублікувало 17 томів під лейблом MF Bunko J з листопада 2009. Манґа-адаптація Хакару Такагі триває у журналі видавництва Media Factory Monthly Comic Alive з 2010. 12-серійне аніме транслювалося в Японії з жовтня по грудень 2013-го.

## Сюжет
Дія відбувається в альтернативному сучасному світі стімпанку. На початку 20 століття, поряд з технологічними досягненнями, вчені змогли розробити складну систему, поєднання магії і науки, що дозволило створювати структурні магічні схеми. Їх можна було вводити в різні об'єкти, щоб привести до життя або навіть створити їм особистість. Як завжди, спочатку отримані істоти були розроблені в ролі військової зброї і повсюдно поширилися по всьому світу. Істот же цих стали називати Механічними ляльками або Автоматами.
Акабане Райсін, головний герой, вирішує вступити в Королівську Академію, щоб стати найкращим у цьому світі лялькарем і помститися убивці своєї сім'ї. У супроводі прекрасної дівчини Яі, яка фактично є лялькою-маріонеткою Райсіна, він планує спочатку стати найкращим в академії. Результати тестів розбивають його мрії, хоча лялькар він сильний, проте існує й інший шлях. Йому доведеться докласти чимало зусиль на цій небезпечній дорозі.

## Персонажі

### Головні
- Райсін Акабане (яп. 赤羽 雷真)

Головний герой, центральний чоловічий персонаж, лялькар з Японії, чий недолік таланту змусив його уникати інших членів своєї сім'ї, поки остання не була вбита таємничим нападником. Райсін має каштанове волосся і ясно-блакитні очі сірого кольору. Він носить стандартний костюм для студентів академії, білу сорочку з довгими рукавами та чорними манжетами зі шкіряними ременями на плечах.
Народився в клані Акабане разом зі своїм братом Акабане Тендзіном і сестрою Акабане Надесіко. На відміну від Тендзіна Райсін не народився обдарованим, коли справа доходить до лялькарства. Хлопець відчував, що не має ніякого таланту в керуванні ляльками і замість цього практикував бойові мистецтва. його батько втратив терпіння та вислав сина з клану, останній жив у додзьо. проте одного дня увесь клан був знищений, в тому числі померла його сестра Надесіко. У зв'язку з цим Райсін глибоко жалкує, що не вибрав шлях лялькаря та не захистив рідних йому людей. Намагаючись контролювати навіть невелику ляльку, зроблену з дерева, хлопець кашляв кров'ю через свої обмежені здібності. Пізніше його знайшла напівголим у снігу Сьоко, показала Яю, одну зі своїх найцінніших маріонеток, і запропонувала вибір: продовжувати тренуватися та померти в снігу або прийняти пропозицію Сьоко в обмін на використання свого тіла у випадку поразки. Райсін вибрав жити і управляти Яєю та став кабальним слугою жінки. Він пройшов також навчання в японських військовиків стати таємним агентом.
Після декількох років, шукаючи ключі до вбивці родичів, Райсін вступає на навчання в Вальпургієву механічну академію з рішучістю досягти звання «Мудрець», в якій, як він вважає, один зі студентів може бути злочинцем. Хлопець отримує прізвище «Передостанній» за те, що є другим найгіршим на вступному іспиті академії. Пізніше він посідає місце зі 100 найкращих студентів і кваліфікується на участь у конкурсі Вальпургієва ніч за звання мудреця. Найкращі навчальні предмети: військова історія, фізкультура і бойова практика.
Райсін у дитинстві був добродушною людиною, яка намагається з усіх сил допомагати всім, але коли Магнус знищив його клан, його особистість пережила серйозні зміни. Під крилом Сьоко відчайдушність Райсіна часто переростала в нетерплячість або егоїзм, проте закінчивши навчання Райсін повільно повертається до колишньої особистості. Акабане розумний і сильний лялькар, часто грубий і прямолінійний з чорним почуттям гумору, розмовляючи з людьми, він спочатку ретельно думає, перш ніж щось сказати. Він також деякою мірою ренегат, може порушити закони і допомогти колишнім ворогам, якщо це допоможе йому помститися. Через бойовий стиль клану Райсін є висококваліфікованим стратегом, здатним проаналізувати міць супротивника і швидко знайти його слабкість. Його тактична доблесть змушує боятися навіть Шарлотту, яка входить до топ-13 бійців. Райсін розглядає ляльок рівноправними з людьми, завжди забезпечуючи захист і безпеку Яі. Він намагається ставитися до всіх справедливо і злиться у протилежному випадку.
В академії Райсін швидко подружився з Шарлоттою Блюі, хоча вони нещодавно були ворогами, хлопець допоміг їй, коли дівчина потрапила в біду. Він до неї небайдужий, зокрема, був з нею на побаченні. Паралельно хлопець сильно хвилюється за Яю, хоча й відмітає її спроби спокусити його.
- Яя (яп. 夜々)

Центральний жіночий персонаж, лялька Райсіна, механізм, зібраний Сьоко. На вигляд звичайна красива дівчина з людськими рисами зовнішності. Другий найстаріший і найсильніший механізм Сьоко. Конструкція Яі узята з подруги дитинства Райсіна, тобто вона заборонена лялька, має людські компоненти — реальну людську кров і шкіру. Яя, як і Зигмунд, повинна споживати їжу, щоб підтримувати функції організму. Має дві сестри — Ірорі і Комурасакі.
Яя є прекрасною веселою дівчиною старшого шкільного віку, носить чорну коротку сукню кімоно, в неї темне волосся, струнка мініатюрна фігура, червонуваті очі і блідий колір обличчя. На лівому стегні має татуювання, яке ідентифікує її як «місячну Яя».
Яя часто розмовляє від третьої особи, для комічного ефекту показується її усвідомлення того, що вона є лялька, а не людина.
Шалено закохана у Райсіна, стає ревнивою, коли той наближається до будь-якої іншої жінки, намагається постійно його звабити, поцілувати, обійняти тощо. Часто трактує певні ситуації неправильно, з еротичним підтекстом. Дівчина відверто хоче стати людиною, вийти заміж за Райсіна і мати багато дітей від нього. Конкурує за увагу хлопця паралельно з Фрей і Шарлоттою.
- Шарлотта Блюі (яп. シャルロット・ブリュー)

Центральний жіночий персонаж, лялькар Зигмунда другого курсу Вальпургієвої механічної академії, одна з найкращих студентів (посідає шосте місце). Прагне бути мудрецем, щоб відродити сім'ю Блюі. Має довге шовковисте світле волосся і носить світло-блакитний берет з червоною стрічкою на ньому.
Сім'я Блюі була популярною через талант виготовлення ляльок. Коли Шарлотта була молодою, хлопчик високого соціального статусу відвідав Блюі в ролі гостя, але був поранений в результаті собаки-автомата Шарлотти, через це Блюі позбавлена власності та більшості механізмів. Батько Шарлотти переїхав до Франції, щоб стати ляльководом. Шарлотта залишилася одна з тих пір, тому що її сім'я зникла, коли вона прокинулася, дівчину ж вигнали зі школи. Шарлотта наразі проживає в Вальпургієвій академії на стипендії разом із Зигмундом. Її хобі — кінний спорт, вишивка, хатня робота і пошиття одягу. Їй не подобається, що її розмір бюсту менший порівняно з її сестрами, тому використовує підкладки, щоб зробити вигляд грудей більшими.
У неї спочатку не було друзів. Шарлотта була самотньою дівчиною, яка залишалася осторонь від усіх. Проте пізніше Шарлотта зустріла Райсіна і вони попри агресивний початок знайомства сильно зблизилися. З часом закохалася у хлопця повністю.
- Фелікс Кінгсфорт (яп. フェリクス・キングスフォート)

Начальник Дисциплінарного Комітету. Просить допомогу Райсіна усунути лялькаря, відомого як «Цукерковий каннібал», хто несе відповідальність за зникнення кількох ляльководів. Пізніше з'ясувалося, що він є цукерковий каннібал і використовував закулісну тактику, щоб позбутися від найкращих студентів академії, це легший шлях, щоб стати мудрецем. Частина його плану включала звинувачення Шарлотти як винуватця.
- Магнус (яп. マグナス)/Тендзін Акабане (яп. 赤羽 天全)

Таємничий ляльковод, найкращий студент Академії. Може одночасно керувати шістьма механізмами, в тому числі тим, який нагадує Райсіну його сестру Надесіко. Його реєстраційний код — «Маршал», у реальності він старший брат Райсіна.
Більшість обличчя Магнуса покрите сріблясто-сірою маскою, за винятком лівого ока. Він має чорне волосся, одягнений у червоно-чорний піджак, плащ із золотими шнурами, що прикрашають ліве плече, сірі штани та чорні туфлі.
Тендзін убив усіх членів свого сімейства за винятком Райсіна. Він використав молоді частини тіла своєї сестри, щоб створити ляльку Хотару. Масовий убивця, який не показує жодних емоцій, але є блискучим лялькарем і генієм побудови магічних ланцюгів.
Райсін кинув прах своєї мертвої сім'ї Магнусу, як виклик на бій, і Магнус прийняв його.

### Механізми
- Зігмунд (яп. シグムント)

Лялька Шарлотти. Зроблений з заборонених частин, з тіла істинного дракона. Кодове ім'я — Тиран Рекс. Велику частину часу він залишається у своєму згорнутому вигляді, але борючись, перетворюється на величезного сірого дракона, його сила може знищити всі і бути використана, щоб викликати масову загибель.
Зигмунд був справжнім драконом, перш ніж став маріонеткою, коли був захоплений кланом Блю.
- Ірорі (яп. いろり)

Найстаріший механізм Сьоко, старша сестра Яі. Здатна контролювати лід і час. Ірорі має біле блондинисте волосся і блакитні кристалові очі; одягається в синій, традиційний японський наряд, прикрашений блакитними стрічками на плечах, чорний пояс, прив'язаний навколо талії з блакитною стрічкою із золотою шпилькою у волоссі і блакитними шкарпетки, які досягають щиколотки з японськими сандаліями.
Як старша сестра, Ірорі дуже відповідальна і завжди звертає увагу на головне завдання. Вона підкоряється кожній команді Сьоко і є досить суворою, коли справа доходить до Яі. Вона є єдиною сестрою, що не має почуттів до Райсіна.
- Комурасакі (яп. 小紫)

Інший механізм Сьоко, молодша сестра Яі. Вона унікальна тим, що буде рости як звичайне людське дитя. Має здатність ставати невидимою, що робить її надзвичайно корисною для розвідки. Комурасакі має довге руде волосся з двома хвостиками, носить кімоно з фіолетовими рукавами, білі панчохи з підв'язками і білі сандалі.
Комурасакі має фігуру лоліти, але в кінцевому підсумку здатна вирости до звичайної жінки. Райсін навчив її володіти кинджалом, щоб захистити себе. Вона закохана в Райсіна та постійно фліртує з ним.
- Лізетта Норден (яп. リゼット・ノルデン)

Заступник начальника дисциплінарного комітету. Вона заборонила використовувати механізм Фелікса.

### Інші
- Сьоко Карусай (яп. 花柳斎 硝子)

Творець ляльок Яя, Ірорі та Комурасакі та фактично хазяйка Райсіна. Сьоко має пов'язку на правому оці. Один з найблискучіших лялькових творців у світі, якщо тільки не найкращий. Вона — красива загадкова жінка, яка працює на японську армію та любить саке і дівчат, відчуває повагу до Райсіна.
- Кімберлі (яп. キンバリー)

Учитель Вальпургієвої механічної академії, професор фізики, та класний керівник Райсіна. Таємно входить в асоціацію магів-хрестоносців і таємно спостерігає за діями Райдзіна. Має руде волосся і сапфірові блакитні очі. Як професор, носить чорну і сіру сорочку та спідницю, покриті білим лабораторним халатом. Як лідер хрестоносців, вона носить одяг з капюшоном. Кімберлі, як правило, спокійна особистість, проте іноді сердиться на Райсіна, коли той не слухає її лекції. Це Кімберлі придумала хлопцеві прізвисько «Передостанній». Вона також заплатила професору Персівалю велику суму грошей, щоб той мовчав про витівки Акабане в Дівайн Воркс. Кімберлі явно не подобається Магнус, якого вона вважає небезпечним.

## Медіа

### Ранобе
Unbreakable Machine-Doll розпочалася як серія ранобе автора Рейлзі Кайто та ілюстратора Руру. Перший том опублікований видавництвом Media Factory під лейблом MF Bunko J 21 листопада 2009 р. Найпізніший, 17-й том, опублікований 25 липня 2017-го. Drama CD випущений зі спеціальним виданням у четвертому томі.
| №    | Назва                      | Дата виходу       | ISBN                                               |
| ---- | -------------------------- | ----------------- | -------------------------------------------------- |
| 1    | Facing "Cannibal Candy"    | 21 листопада 2009 | ISBN 978-4-8401-3085-1                             |
| 2    | Facing "Sword Angel"       | 25 березня 2010   | ISBN 978-4-8401-3245-9                             |
| 3    | Facing "Elf Speeder"       | 21 липня 2010     | ISBN 978-4-8401-3452-1                             |
| 4    | Facing "Rosen Kavalier"    | 20 листопада 2010 | ISBN 978-4-8401-3579-5 ISBN 978-4-8401-3580-1 (СВ) |
| 5    | Facing "King's Singer"     | 22 березня 2011   | ISBN 978-4-8401-3854-3                             |
| 6    | Facing "Crimson Red"       | 22 липня 2011     | ISBN 978-4-8401-3973-1                             |
| 7    | Facing "Genuin Legends"    | 21 грудня 2011    | ISBN 978-4-8401-4336-3                             |
| 8    | Facing "Lady Justice"      | 23 квітня 2012    | ISBN 978-4-8401-4549-7                             |
| 9    | Facing "Star Gazer"        | 22 вересня 2012   | ISBN 978-4-8401-4820-7                             |
| 10   | Facing "Target Gold"       | 24 січня 2013     | ISBN 978-4-8401-4959-4                             |
| 11   | Facing "Doll's Master"     | 23 травня 2013    | ISBN 978-4-8401-5183-2                             |
| 12   | Facing "Master's Doll"     | 21 вересня 2013   | ISBN 978-4-8401-5415-4                             |
| 13   | Facing "Elder Empress"     | 22 лютого 2014    | ISBN 978-4-04-066308-1                             |
| 14   | Facing "Violet Silver"     | 24 жовтня 2014    | ISBN 978-4-04-066910-6                             |
| 15   | Facing "Machine doll I"    | 25 вересня 2015   | ISBN 978-4-04-067470-4                             |
| 16-1 | Facing "Machine doll II-1" | 24 липня 2017     | ISBN 978-4-04-069286-9                             |
| 16-2 | Facing "Machine doll II-2" | 25 липня 2017     | ISBN 978-4-04-069287-6                             |

### Манґа
Манга Хакару Такагі стартувала у журналі Monthly Comic Alive з квітня 2010. Перший танкобон випущений 22 листопада 2010-го, станом на 2017 рік випущено дев'ять томів.
Unbreakable Machine-Doll 
| № | Дата виходу       | ISBN                                               |
| - | ----------------- | -------------------------------------------------- |
| 1 | 22 листопада 2010 | ISBN 978-4-8401-3378-4 ISBN 978-4-8401-3377-7 (СВ) |
| 2 | 23 березня 2011   | ISBN 978-4-8401-3768-3                             |
| 3 | 22 жовтня 2011    | ISBN 978-4-8401-4049-2                             |
| 4 | 23 березня 2012   | ISBN 978-4-8401-4433-9                             |
| 5 | 21 вересня 2012   | ISBN 978-4-8401-4726-2                             |
| 6 | 23 травня 2013    | ISBN 978-4-8401-5058-3                             |
| 7 | 21 вересня 2013   | ISBN 978-4-8401-5323-2                             |
| 8 | 23 вересня 2014   | ISBN 978-4-0406-6815-4                             |
| 9 | 23 березня 2016   | ISBN 978-4-04-068205-1                             |

Gene Metallica: Unbreakable Machine-Doll Re:Acta 
| № | Дата виходу     | ISBN                   |
| - | --------------- | ---------------------- |
| 1 | 27 вересня 2013 | ISBN 978-4-8401-5330-0 |
| 2 | 27 травня 2014  | ISBN 978-4-0406-6564-1 |

### Аніме
12-серійне аніме студії Lerche транслюється з 7 жовтня 2013. на AT-X, пізніше на Tokyo MX, ytv, TV Aichi і BS11. Funimation паралельно транслює його на своєму відеопорталі. Режисер — Кіндзі Йосімото, сценарист — Юко Какіхара, дизайн персонажів — Ацуко Ватанабе, композитор — Масару Йокояма. Опенінг «Anicca» виконує Хітомі Харада, ендінг «Maware! Setsugetsuka» (яп. 回レ! 雪月花) — Хітомі Харада, Ай Каяно і Юй Огура. Шість OVA будуть випущені на Blu-ray і DVD дисках між 25 грудня 2013 і 28 травня 2014-го.